# Атлантида, погибший континент
«Атлантида, погибший континент» (англ. Atlantis The Lost Continent) — американский художественный фильм 1961 года, приключенческий фильм с элементами фантастики. Фильм снят режиссёром Джорджем Палом. Главные роли в этом фильме исполнили Сал Понти, Джойс Тейлор, Джон Дэлл и Эдвард Платт.

## Сюжет
Фильм рассказывает историю Деметриоса и принцессы Антиллии. Действие происходит 3000 лет назад и затрагивает легендарную Атлантиду. Деметриос — простой греческий рыбак. Однажды в море он спасает девушку, терпящую кораблекрушение.
Девушка оказывается принцессой Антилией с Атлантиды, и Деметриос сопровождает Антилию домой на её родину. На Атлантиде Деметриос попадает в рабство. Королевством управляет король, отец Антилии. Но у королевства есть и тайный правитель — злой волшебник, которому подчиняются все, в том числе и король.
А в королевстве добывают особый минерал, который имеет некоторые интересные свойства — минерал прозрачный и может поглощать солнечные лучи, накапливая тепловую энергию, которую в дальнейшем можно использовать. Но этот минерал имеет и одно неожиданное свойство — из кристаллов можно изготовить оружие, которое излучает особый тепловой луч, наподобие лазерного — этот луч в мгновение может разрушить что угодно.

## В ролях
- Сал Понти — Деметриос (как Энтони Хэлл)
- Джойс Тейлор — принцесса Антиллия
- Джон Дэлл — Зарен
- Уильям Смит — командир охраны (как Билл Смит)
- Эдвард Платт — первосвященник Азор
- Фрэнк де Кова — астролог Соной
- Эдгар Стэли — король Кронас
- Вольф Барцель — Петрос, отец Деметры
- Бэрри Крёгер — хирург
- Джей Новелло — Ксандрос, греческий раб
- Поль Фрис — рассказчик
- Джон Харт — аристократ (в титрах не указан)